# Lispocephala cothurnata
Lispocephala cothurnata är en tvåvingeart som beskrevs av Xue, Wang och Zhang 2006. Lispocephala cothurnata ingår i släktet Lispocephala och familjen husflugor. Inga underarter finns listade i Catalogue of Life.